# Vexillum crispum
Vexillum crispum là một loài ốc biển nhỏ, là động vật thân mềm chân bụng sống ở biển trong họ Costellariidae.

## Phân bố

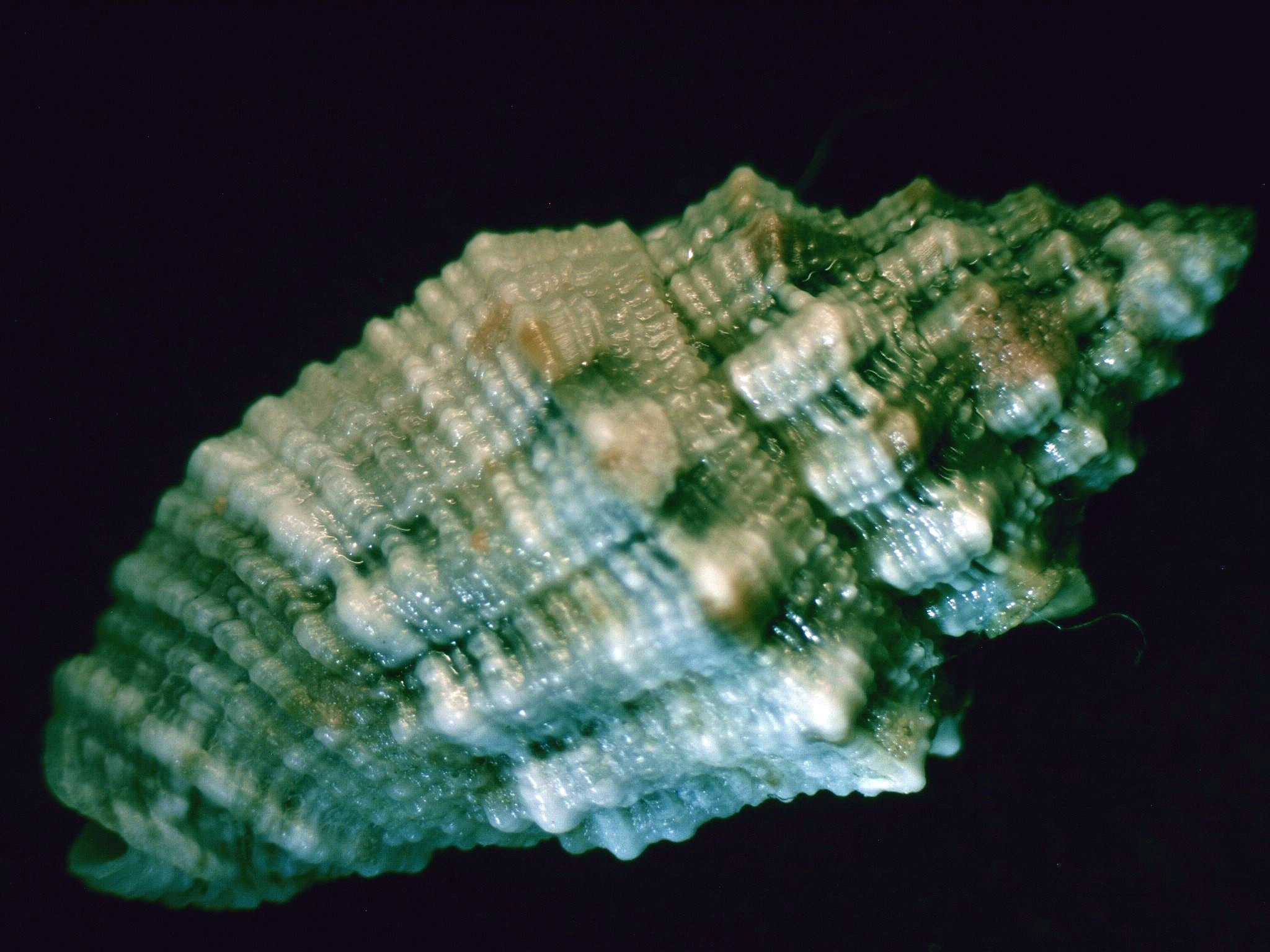
Vexillum crispum, abapertural view